# Teresa Rita Lopes
Maria Teresa Rita Lopes (Faro, 12 de setembro de 1937 – Almada, 14 de junho de 2025) foi uma premiada escritora portuguesa, conhecida pelo trabalho de investigação em torno da obra de Fernando Pessoa. 

## Biografia
Teresa Rita Lopes nasceu no Algarve, na cidade de Faro, no dia 12 de Setembro de 1937, vindo a falecer em Almada, em 2025, no dia 14 de Junho. 
Licenciada em Filologia Românica, doutorou-se em Paris com uma tese sobre Fernando Pessoa, intitulada Fernando Pessoa et le symbolisme au theatre: heritage et creation, tendo consagrado a sua carreira de investigação ao estudo da obra deste. 
Foi professora catedrática de Literaturas Comparadas na Faculdade de Ciências Sociais e Humanas da Universidade Nova de Lisboa, a partir de 1979. 

## Prémios
Ao longo da sua carreira, foi premiada com vários prémios, entre eles: 
- 1987 - Prémio Cidade de Lisboa, pela obra Os dedos, os dias, as palavras
- 1996 - Prémio Eça de Queiroz de Poesia, pela obra  Cicatriz
- 2001 - Grande Prémio de Teatro da Associação Portuguesa de Escritores, pela obra  Esse tal Alguém [3]

## Obra
Entre as obras, que vão da poesia ao teatro, a inúmeros ensaios sobre literatura, encontram-se: 

#### Obra poética
- Os dedos os Dias as Palavras (1987)
- Por assim Dizer (1994)
- Cicatriz (1996)
- Afectos (2000)
- Jogos, Versos e Redacções (2001)
- A Nova Descoberta de Timor (2002)
- A Fímbria da Fala (2002)
- O Sul dos Meus Sonhos (2009)

#### Obra dramática
- Três Fósforos (1962)
- Sopinhas de Mel (1981)
- Rimance da Mal Maridada e Sopinhas de Mel (1994)
- Andando andando (1999)
- Esse tal Alguém (2001) [3]
- As Barbas de Sua Senhoria (2003)
- A Asa e a Casa (2004)

#### Obra em prosa
- Estórias do Sul (2005)

## Fonte
Gonçalves, Ilena Luís Candeias. Escritores Portugueses do Algarve. Edições Colibri, Lisboa, 2006.